# Meteomont
Le Meteomont  est un organisme gouvernemental italien chargé de l'évaluation des risques d'avalanche, de l'alerte précoce en cas d'avalanches et de l'évaluation des conditions de neige en montagne en général[réf. à confirmer].
Il s'agit d'une coopération entre les membres des Carabinieri des forces de l'ordre, les Alpins SAR de l'armée italienne et les services météorologiques de l'Aeronautica Militare, l'Armée de l'air italienne.

## Formation
Les agents de Meteomont sont formés au combat et au déplacement en milieu de haute montagne, aussi bien dans des conditions enneigées qu’en été. Ils sont capables d’opérer sur rocher et à ski, formés aux opérations aéroportées, au combat et à la survie dans des environnements difficiles.

## Histoire
Dans le cadre des opérations des chasseurs alpins de l'armée italienne et à la suite de nombreux accidents d'avalanche, un service de prévention contre ces dernières a été créé en 1972. La nécessité de disposer d'informations météorologiques actualisées et la sécurité civile ont conduit à une relation étroite avec le Service météorologique de l'Armée de l'air et les Carabiniers qui avaient également créé leur propre service en 1978. Le service a pris le nom de Météomont en 2005, devenu un service national de prévention et de prévision des avalanches couvrant toutes les zones montagneuses italiennes.
Aujourd'hui, il constitue le point de contact unique avec les autres services semblables à l'étranger, tant en formation et qu'en opérations. Il collabore également avec l'Université de Turin et l'Observatoire météorologique du col d'Olen.

## Activités
Météomont poursuit ses objectifs dans le domaine de la météorologie, de la nivologie et de la prévention et de la prévision des avalanches par :
- observation et prévisions des phénomènes météorologiques dans l'arc alpin au moyen de 48 systèmes automatiques et plus de 30 stations météorologiques manuelles ;
- soutien météorologique aux forces armées à l'étranger ;
- appui au Département de la protection civile ;
- appui météorologique au Service météo de l'Armée de l'air ;
- des activités éducatives ;
- recherches, études et expériences relatives à l'environnement et aux phénomènes liés à la météorologie, à la neige et aux avalanches.

Le Service Météomont fait partie du Service européen d'alerte aux avalanches (EAWS). Ses bulletins, émis quotidiennement, sont disponibles en cinq langues : anglais, français, allemand, espagnol et russe.